# Nineteenth Air Force
La Nineteenth Air Force (19 AF) è una Numbered Air Force della United States Air Force. Durante la guerra fredda fu una componente del Tactical Air Command, con una missione di comando e controllo sulle forze USAF (eventualmente) ri-schierate a supporto delle iniziative di politica estera statunitense: un'esigenza che richiama il concetto di forza di proiezione. Il comando fu riattivato nel 1993 alle dipendenze dello Air Education and Training Command (AETC) con la funzione di svolgere il relativo addestramento al volo. La 19th Air Force fu disattivata il 9 luglio 2012 dal Segretario all'aeronautica per un taglio di costi, ma fu riattivata il 1 ottobre 2014 poiché si constatò che tale provvedimento non procurava il risparmio atteso. Il comandante dell'AETC, generale Robin Rand, promosse la riattivazione per consolidare la gestione della missione di volo AETC attraverso una forza aerea numerata invece che farla ricadere direttamente sul comando generale AETC.

## Storia

### Guerra fredda

#### Origini
Alla conclusione della Guerra di Corea nel 1953, la United States Air Force iniziò a istituzionalizzare una forza di intervento rapido per dispiegare personale, aerei e materiali presso basi con strutture minime e a sviluppare la capacità di rifornire in volo i suoi aerei da caccia.
Da queste iniziative, il Tactical Air Command (TAC) sviluppò la Composite Air Strike Force (CASF), una piccola forza aerea tattica composta di un elemento di comando e di unità caccia, ricognizione, rifornimento, trasporto truppe e supporto comunicazioni. Pur avendo la capacità di combattere, se necessario, la funzione principale della CASF era costituire un deterrente ad un'ipotetica offensiva comunista in aree come il Medio Oriente o l'America Latina, al di fuori del raggio di azione delle forze americane già dislocate all'estero. La sua principale caratteristica era la reazione rapida, e doveva essere quanto più autosufficiente possibile. Ciascuno dei suoi elementi doveva preparare e conservare dei pacchetti, pronti per la spedizione di parti di ricambio e provviste, e ciascuno dei suoi membri sarebbe stato incaricato di specifici compiti per il dispiegamento. Dal momento dell'arrivo nel teatro operativo, l'unità sarebbe stata in grado di sostenere le operazioni per 30 giorni con minimo supporto logistico, per la fornitura del cibo, del carburante e delle munizioni necessari. Il rifornimento in volo non solo rendeva possibile la reazione rapida, ma anche permetteva ai vari elementi della CASF di rimanere convenientemente nelle proprie basi di partenza finché non si fosse manifestata la necessità del dispiegamento.
Una volta che il concetto CASF era stato messo in pratica e collaudato negli anni 1950, i primi elementi di attacco di una CASF potevano arrivare in Medio Oriente entro 16 ore dall'allarme, e l'intera forza sarebbe stata in posizione e pronta per le operazioni entro 48 ore. In Estremo Oriente gli elementi di avanguardia potevano arrivare nelle 36 ore, con il reparto completo in assetto operativo entro 72 ore.
L'8 luglio 1955, sotto il comando del brigadier generale Henry Viccellio, il TAC attivò l'elemento di comando della CASF, la Nineteenth Air Force.

#### Organizzazione

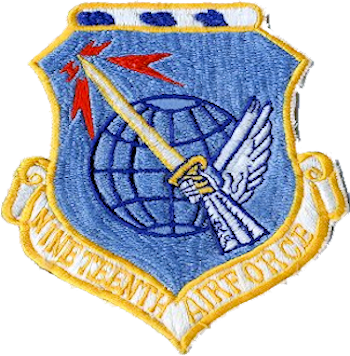
Distintivo della Nineteenth Air Force, anni 1960

Il comando principale della Nineteenth Air Force era uno dei reparti aerei più insoliti mai creati all'epoca. Non aveva alcun aereo o unità dipendente. Neppure aveva, dal momento che era un alto comando puramente operativo, unità o basi da controllare, addestrare o ispezionare. Quando non era dispiegata, la Nineteenth Air Force aveva una stretta relazione con la Ninth Air Force, che ne garantiva le funzioni amministrative con molto del proprio personale. Queste circostanze consentivano alla Nineteenth di limitare i propri quadri a circa 85 militari 6 elementi civili.
Lo scopo della Nineteenth Air Force era preparare piani di contingenza e assumere il comando di dispiegamenti con breve preavviso della CASF ovunque nel mondo. Ad ogni singolo membro era richiesto di essere pronto a lasciare istantaneamente gli Stati Uniti, e i suoi quadri curavano che ci fossero provviste per 30 giorni già pronte in ogni momento per essere imbarcate. La Nineteenth lavorava a contatto di gomito con le unità di pronto intervento dello U.S. Army, e ad un certo punto, un terzo dei suoi quadri era abilitato al lancio, pronto a paracadutarsi con le truppe aviotrasportate dell'esercito USA. Se ci fosse stata una crisi, la Nineteenth (operando secondo un piano prestabilito con specifiche unità dedicate, rotte di viaggio, supporto intermedio, e tabella di marcia) avrebbe preso il comando della CASF in dispiegamento e svolto il ruolo di componente di task force, o quello di comando superiore, o infine di comando di componente. A prima vista la Nineteenth aveva una normale organizzazione di stato maggiore, con sezioni principali per pianificazione, operazioni e logistica. Tuttavia, queste sezioni avevano un'importante funzione secondaria; ciascuna fungeva da elemento di comando principale per varie contingenze geografiche.
La sezione pianificazione avrebbe guidato i dispiegamenti in Europa e Medio Oriente; la sezione operazioni avrebbe guidato quelli nel Pacifico; e la sezione logistica avrebbe guidato i dispiegamenti in America Latina, Caraibi ed Africa. Questa esclusiva soluzione consentiva la continuità di programmazione e la competenza e concorreva a superare alcuni svantaggi conseguenti all'usanza delle forze armate USA di scaraventare il personale nei luoghi più disparati ogni tre o quattro anni. Nell'ambiente aeronautico, la Nineteenth si guadagnò così il suo soprannome: la forza aerea con la valigia.
Coerentemente con la sua funzione di deterrenza, una CASF, in teoria, consisteva di tre task force, di varia misura e composizione, a seconda del compito da svolgere.
- La prima task force aveva solo una capacità di combattimento limitata e consisteva di una formazione per "mostrare la bandiera" o di buona volontà. Poteva svolgere il ruolo della diplomazia delle cannoniere. Una forza di questo genere fu inviata in Turchia, Iran e Pakistan (operazione Quick Span) nel febbraio 1960.[2]
- La seconda task force consisteva dell'elemento operativo base della CASF e doveva svolgere il ruolo di forza iniziale per una piccola guerra. Il TAC manteneva le unità della seconda task force in un sistema di allarme progressivo di 24 ore e pianificato per la prima aliquota incaricata di muovere nelle quattro ore mentre l'intera forza si sarebbe spiegata in 24 ore.[2]
- La terza task force, composta di squadroni caccia aggiuntivi, aveva il compito di rinforzare la seconda se la situazione avesse richiesto una forza più estesa.[2]

#### 1958, crisi del Libano
Il 15 luglio 1958, il presidente Dwight Eisenhower, su richiesta del governo libanese, inviò i suoi marine a Beirut per concorrere alla protezione di quel piccolo Paese da un'ondata di malcontento popolare che aveva scosso il Medio Oriente, abbattendo le monarchie in Siria e Iraq e rimpiazzandole con regime militari ostili agli interessi degli Stati Uniti.
A sostegno dei marine, la National Command Authority (NCA) allertò la CASF. Agli ordini del maggior generale Henry Viccellio, nell'arco di tre ore, i bombardieri tattici B-57 Canberra del 345th Bombardment Wing (Langley AFB), partirono alla volta dell'unica base aerea amica nella zona, Adana (Turchia), che dista quindici minuti di volo da Beirut. Nelle tre ore successive, le aerocisterne KB–50J Superfortress del TAC, 427th Air Refueling Squadron, lasciarono Langley AFB per rifornire i caccia F-100 Super Sabre del 354th Tactical Fighter Wing partiti da Myrtle Beach Air Force Base (Carolina del Sud), mentre gli RF-101 Voodoo e gli RB-66 Destroyer del 363d Tactical Reconnaissance Wing muovevano da Shaw AFB (Carolina del Sud). Sessanta C-130 traghettarono personale di supporto, parti di ricambio e equipaggiamento. A distanza di tredici ore e 6 700 miglia dall'allarme iniziale, gli F-100 erano schierati sulle corsie di pronto intervento di Adana. Tutti i velivoli dispiegati appartenevano alla Nineteenth Air Force. In due giorni un poligono scarsamente utilizzato della aviazione turca era diventato un centro aereo americano, con un centro operativo gestito da personale della Nineteenth Air Force (trasferito con un C-130 a parte) e integrato con le forze USA per il Medio Oriente di marina, marine ed esercito.

#### 1958, crisi dello stretto di Taiwan
Poiché l'intero stato maggiore della Nineteenth Air Force era stato schierato in Libano, il TAC ordinò alla Twelfth Air Force di formare un altro elemento di comando simile a quello della Nineteenth, per l'eventualità che si presentasse un'altra crisi. Dato l'acuirsi di tensione tra il governo comunista cinese di terraferma e il regime della Cina Nazionalista di Taiwan, il nuovo elemento di comando concentrò la sua pianificazione sull'Estremo Oriente. La repubblica popolare Cinese aveva annunciato l'intenzione di riprendersi una serie di isolette in mano ai nazionalisti, da cui si sarebbe potuta cannoneggiare la terraferma, in particolare le isole di Quemoy e Matsu. Nell'estate del 1958, l'ampiezza e la durata dei bombardamenti comunisti aumentò vistosamente.
Gli Stati Uniti reagirono rifornendo i nazionalisti di carri armati e nuove artiglierie pesanti e di lunga gittata oltre a potenziare le loro stesse forze nella zona. Il TAC mise in allerta uno squadrone di F-100; aerei da trasporto carichi di provviste, parti e attrezzature; ed uno squadrone di comunicazioni e controllo. Iniziò anche a "piegarsi in avanti", mandando cisterne, addetti meteo, squadre manutenzione e unità di controllo alle isole sulla rotta aerea tra la California e lo stato maggiore della Thirteenth Air Force presso Clark Air Base nelle Filippine.
Il 29 agosto 1958 la seconda CASF ricevette l'ordine di partire. Gli F-100 del 31st Tactical Fighter Wing (George Air Force Base) armati di missili aria-aria AIM-9 Sidewinder decollarono il 30 agosto e pernottarono ad Hickam AFB nelle Hawaii. La sera successiva erano ad Andersen AFB (Guam), dove il tifone Lola li tenne bloccati per 24 ore. Il 2 settembre atterrarono a Clark AB, dopo 9 500 miglia di volo e con 96 ore di ritardo. Gli RF-101 del 432d Tactical Reconnaissance Wing (Shaw AFB)  arrivarono poco dopo, e i C-130 diedero vita ad un ponte aereo per trasportare personale, equipaggiamenti, strumenti e banchi da lavoro a Clark. Il 5 e il 6 settembre la CASF con molta assistenza sia dalla Thirteenth Air Force sia dalla Fifth Air Force in Giappone, volò a Chia-ti AB, una base nazionalista in Taiwan dove passò sotto il controllo di un centro operativo congiunto allestito il giorno precedente da personale della CAF. Nove giorni dopo uno squadrone di F-104 Starfighter dell'83d Fighter-Interceptor Squadron (Hamilton AFB, California) occupò un'altra base aerea nazionalista (Tao Yuan AB). Alti due squadroni caccia presso Kadena AB, e uno squadrone di B-57 Canberra  (Naha AB, Okinawa) costituivano un appoggio di riserva per questa forza. La missione di tutte le unità era difendere lo stretto tra Formosa e la terraferma.

#### 1962, crisi dei missili di Cuba
A metà ottobre del 1962 la Nineteenth lasciò la sua base ordinaria, Seymour Johnson AFB (Carolina del Nord) per raggiungere Homestead AFB (Florida). Raggiunta tale base, la Nineteenth prese la direzione delle unità TAC dispiegate all'esordio della Crisi dei missili di Cuba. Il comandante della Nineteenth fu preposto al principale centro operazioni, lo Air Force Atlantic Advanced Operational Nucleus (AFLANT ADVON), che si attivò poco dopo il discorso con cui il presidente Kennedy dichiarava un blocco delle consegne di missili sovietici a Cuba. Affiancato da avieri ed ufficiali da altre forze aeree TAC, AFLANT ADVON in poco tempo controllava 1 000 aerei e 7 000 tra uomini e donne. La Nineteenth ritornò in Carolina del Nord nel dicembre 1962 quando terminò la crisi.

#### Altre missioni
Nel settembre 1962, quando le tensioni razziali per la integrazione nell'università statale di Oxford (Mississippi) indussero il governo federale all'invio di militari, il personale della Nineteenth coordinò le attività di aviotrasporto.
Nel 1963 la Nineteenth Air Force svolse due esercitazioni "mostra la bandiera". La prima si svolse in Arabia Saudita all'inizio di maggio. In quella circostanza la Nineteenth concorse ad addestrare piloti sauditi e coordinò una dimostrazione tattica presso l'aeroporto di Gedda per un pubblico di 30 000 spettatori tra cui il principe ereditario Faysal, il primo ministro, il ministro degli esteri saudita ed altri reali ed autorità.
La seconda, nel mese di ottobre, fu in India. Laggiù, nell'esercitazione Shiksha ("addestramento" in sanscrito), la Nineteenth, in cooperazione con le aeronautiche britannica ed australiana, partecipò al miglioramento delle capacità di difesa aerea indiane e offrì altre occasioni di addestramento tattico. L'iniziativa era in parte anche una reazione alla guerra sino-indiana che inizialmente impegnava forze di livello divisionale. Nel corso della sua esistenza, la Nineteenth partecipò inoltre a numerose esercitazioni negli Stati Uniti e a simulazioni di allarmi.
Per esigenze pratiche, la guerra del Vietnam pose fine al lavoro della Nineteenth Air Force, poiché quel conflitto assorbì gran parte delle risorse USAF non direttamente preposte alla deterrenza nucleare, e di conseguenza limitò la capacità nazionale di intervenire in altre aree di crisi. All'inizio della guerra del Vietnam, fu schierata una CASF in reazione all'Incidente del golfo del Tonchino, e nel 1968 vi fu l'ultimo dispiegamento di una CASF in appoggio alle forze americane nella Repubblica di Corea durante l'incidente della USS Pueblo.

#### Eredità
La Nineteenth Air Force fu disattivata nel luglio 1973, nel quadro dei risparmi avviati dopo la fine della guerra del Vietnam. Il 4 agosto 1988 il Chief of Staff of the United States Air Force (CSAF), generale Michael E. Ryan, e il vice Segretario all'aeronautica degli Stati Uniti d'America (SECAF), F. Whitten Peters, annunciarono il piano di realizzare un importante cambio nella struttura della forza. Proposero di dividere la forza di combattimento USAF e gli elementi a uso diretto supporto in dieci Aerospace Expeditionary Force (AEF). Sebbene il concetto AEF fosse un passo notevole nel rielaborare le operazioni, la mentalità e la cultura dell'USAF, scaturiva dall'esecuzione di missioni tradizionalmente compiute dall'Air Force — la tempestiva reazione di una forza aerea con base terrestre alle necessità della nazione.

### Air Education and Training Command
Nel quadro di un riallineamento/riorganizzazione dell'Air Force dopo la fine della guerra fredda, la Nineteenth Air Force fu riattivata il 1 luglio 1993, alle dipendenze del nuovo Air Education and Training Command (AETC). Fu assegnata a Randolph AFB (Texas) con la funzione di svolgere l'addestramento al volo dell'AETC.
Per esigenze di bilancio, la Nineteenth Air Force era stata disattivata il 9 luglio 2012. La cerimonia di disattivazione si svolse presso la Joint Base San Antonio (Texas).

### Linea evolutiva
- Costituita come Nineteenth Air Force il 1 luglio 1955

Attivata il 8 luglio 1955
Disattivata il 2 luglio 1973
- Riattivata il 1 luglio 1993

Disattivata il 13 luglio 2012
- Riattivata il 1 ottobre 2014

### Comandi sovraordinati
- Tactical Air Command*,  8 luglio 1955 – 2 luglio 1973

Aggregata a: Ninth Air Force, 8 luglio 1955-30 giugno 1957
- Air Education and Training Command, 8 giugno 1993 – 9 luglio 2012, 1 ottobre 2014-

Nota: nei primi due anni di esistenza, la Nineteenth Air Force era direttamente aggregata alla Ninth Air Force. Il 1 luglio 1957 passò sotto il controllo diretto dello stato maggiore TAC ma mantenne il suo legame operativo con la Ninth Air Force, e grazie alla collaborazione di quest'ultima la Nineteenth poté conservare la propria struttura snella.

### Stazioni
- Foster AFB, Texas, 8 luglio 1955
- Seymour Johnson AFB, North Carolina, 1 settembre 1958 – 2 luglio 1973
- Randolph AFB, Texas, 8 giugno 1993 – 9 luglio 2012, 1 ottobre 2014 – oggi

### Componenti AETC
- 12th Flying Training Wing, Randolph AFB, TX
- 14th Flying Training Wing, Columbus AFB, MS
- 33d Fighter Wing, Eglin AFB, FL
- 47th Flying Training Wing, Laughlin AFB, TX
- 56th Fighter Wing, Luke AFB, AZ
- 58th Special Operations Wing, Kirtland AFB, NM
- 71st Flying Training Wing, Vance AFB, OK

- 80th Flying Training Wing, Sheppard AFB, TX
- 97th Air Mobility Wing, Altus AFB, Ok
- 314th Airlift Wing, Little Rock AFB, AR
- 336th Training Group, Fairchild AFB, WA
- 479th Flying Training Group, NAS Pensacola, FL

Nell'elenco precedente gli stati federali USA sono indicati con le abbreviazioni USPS.